# 義享天地
義享天地（英語：E SKY LAND）為臺灣高雄市鼓山區一座複合式商業建築，分為A、B館兩棟建物，由義联集團投資370億元興建，集義享時尚廣場購物中心、高雄萬豪酒店國際觀光飯店、企業商辦、數位娛樂、MUVIE CINEMAS（預計2025Q4開幕）於一體。

## 簡介
本開發案基地位於高雄市鼓山區大順一路、新順路、龍德新路及自由一路口的廣大土地，這塊重劃區有15公頃，義聯集團在1993年提出開發，2001年通過。原案初命名為東方摩爾購物中心，後改為義大亞洲廣場和義大亞洲帝國，於招商會時再更名為義享天地。
義享天地共有A、B館兩棟建物，分為兩期進行開發，新順路東側為第一期(義享天地A館，原名義大亞洲廣場)，西側則為第二期(義享天地B館，原名義大亞洲帝國)。
- 第一期（A館）為地上31層、地下6層的建築，總樓高155.6公尺，建築總樓板面積約77,700坪(257,007.74平方公尺)[6]，營運內容包括義享時尚廣場、高雄萬豪酒店，於2014年2月13日動工。觀光飯店的部分於2016年2月19日與萬豪酒店簽約加盟，定名為高雄萬豪酒店（Kaohsiung Marriott Hotel）[7]。高雄萬豪酒店原預計於2019年底開業[8]，但受COVID-19疫情影響，故延後至2020年12月25日試營運，並因萬豪酒店方面尚未驗收，臨時改名為朕豪大酒店先行營運[9][10]。後通過萬豪國際的審核，於2021年3月28日正式更名為高雄萬豪酒店[11]。義享時尚廣場原預計於2020年春夏季開業[12]，但受COVID-19疫情影響，義享時尚廣場延至2021年3月20日試營運，2021年4月3日正式開業[13]。
- 第二期（B館）為地上29層、地下6層的建築，總樓高156.15公尺[14]，建築總樓板面積約44,000坪(145,505.97平方公尺)。營運內容包括有國際企業商辦、科技娛樂中心以及MUVIE CINEMAS[15]。2017年6月28日動土[16]。

## 圖庫

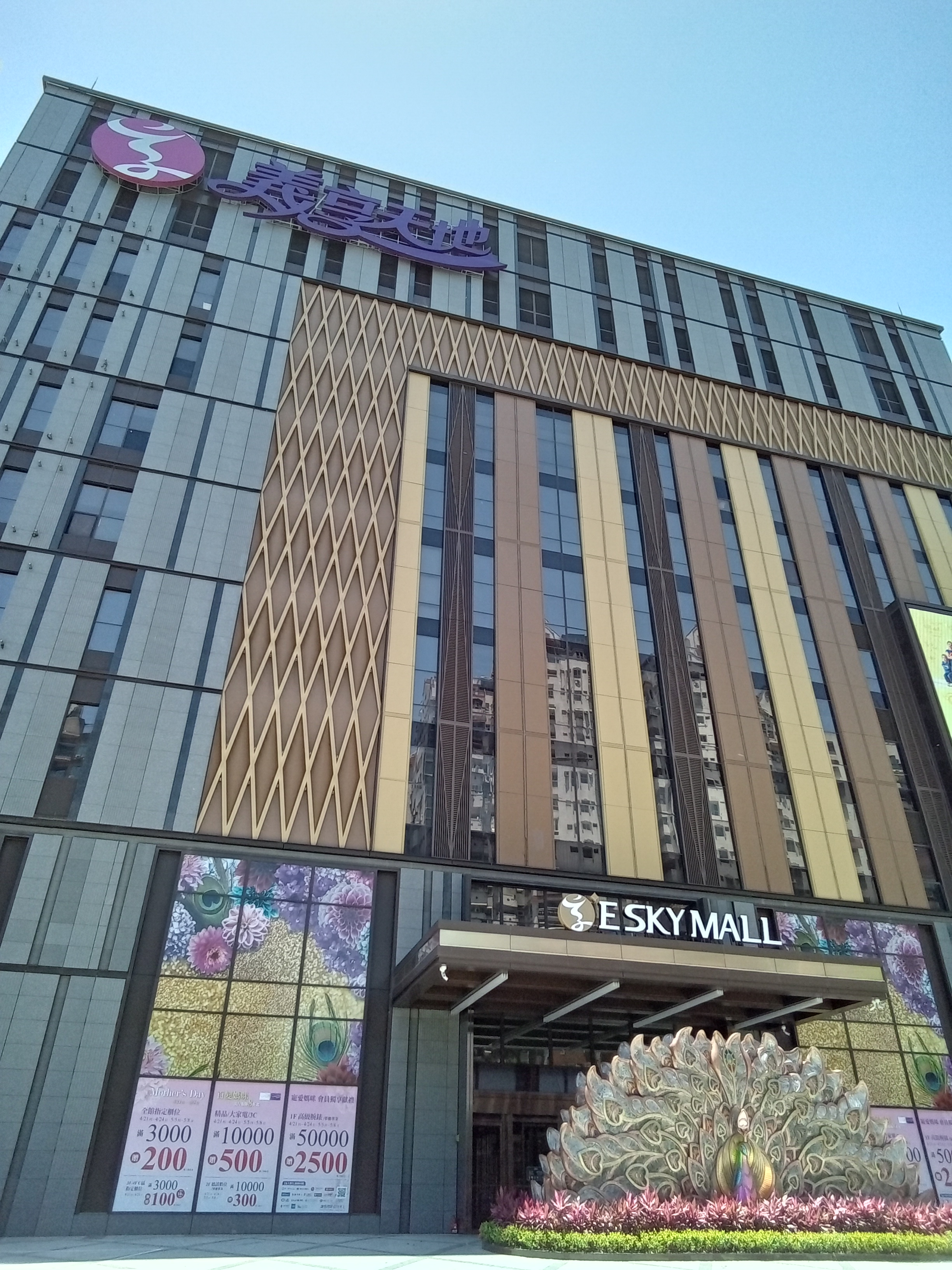
義享天地A館 義享時尚廣場
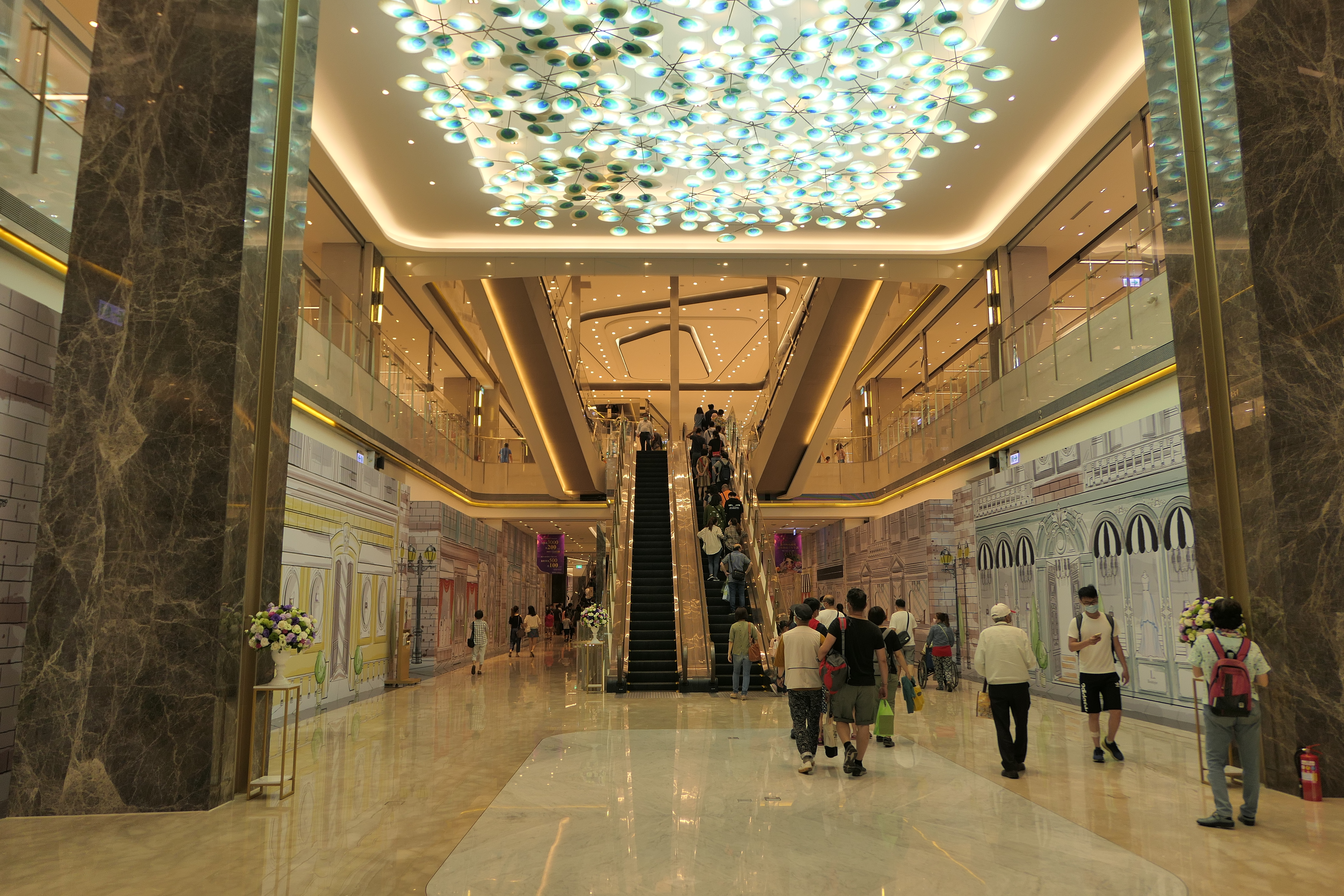
義享天地A館 義享時尚廣場1樓
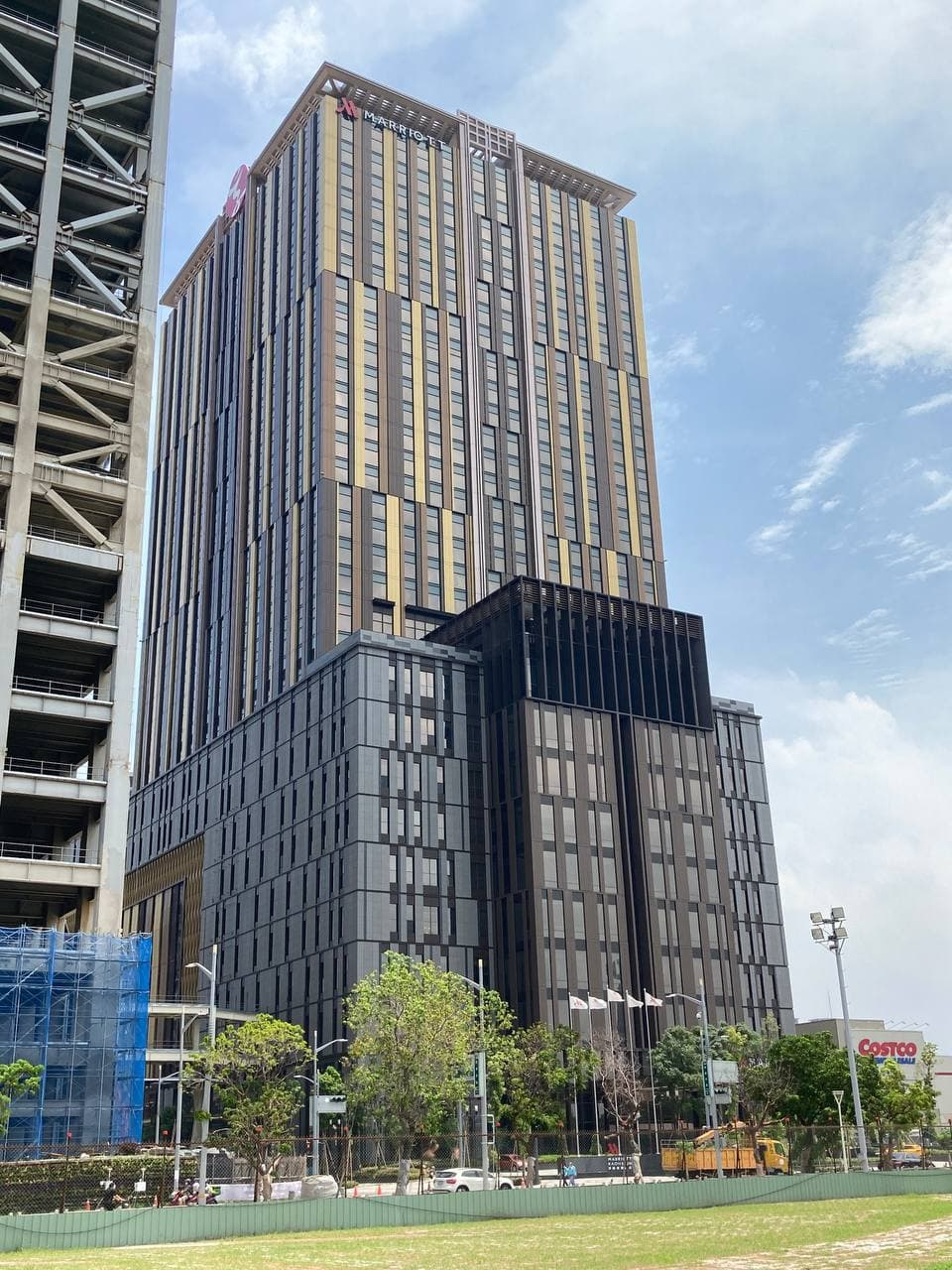
義享天地A館後側
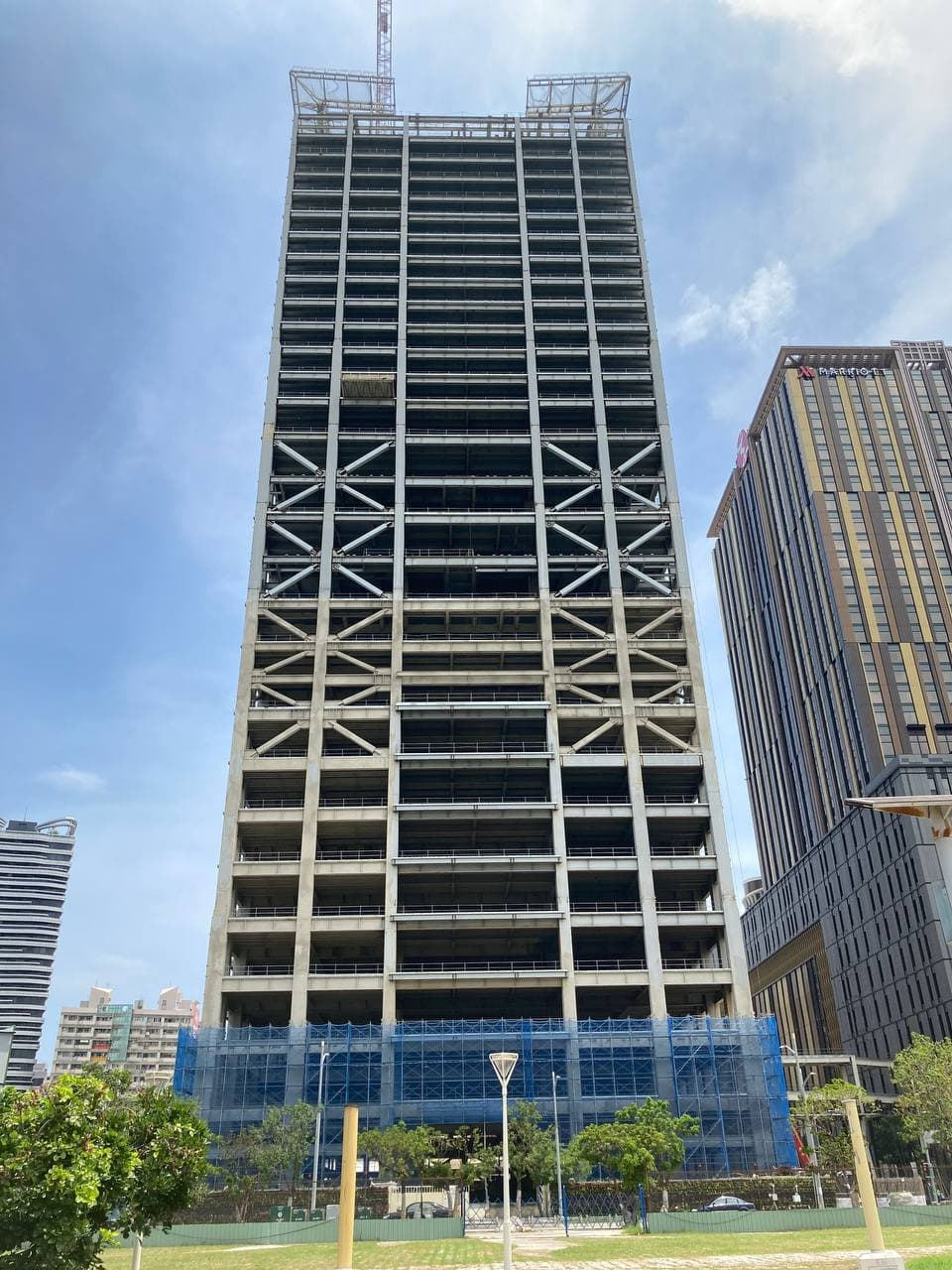
興建中的義享天地B館

## 外部連結
- 義享天地 （页面存档备份，存于）
- 義享時尚廣場 （页面存档备份，存于）
  - 義享時尚廣場的Facebook專頁
- 高雄萬豪酒店 （页面存档备份，存于）
  - 高雄萬豪酒店的Facebook專頁

22°39′22″N 120°18′23″E / 22.65611°N 120.30639°E